# Le porte dell'inferno
Le porte dell'inferno è un film per la televisione del 1989 diretto da Umberto Lenzi.

## Trama
Un gruppo di speleologi si fa calare in una grotta per soccorrere un loro collega recatosi nel luogo per battere un record di permanenza solitaria, il quale li aveva avvertiti per telefono di un imminente pericolo che lo minacciava. Il gruppo scopre così un altare costruito nel Medioevo da un gruppo di monaci considerati eretici. I monaci tornano come fantasmi, e iniziano a perseguitare gli esploratori.

## Produzione
Il film faceva parte di una serie intitolata I maestri del thriller, destinata alla televisione e all'home video. Il produttore Carlo Alberto Alfieri presentò il progetto a Luciano Martino, che lo respinse, e in seguito fece un accordo con la Scena International di August Caminito. La società di quest'ultimo contattò quindi Distribuzione Alpha Cinematografica e Cine Duck e vendette i diritti televisivi della serie a Reteitalia. A causa dell'elevato tasso di violenza, i film furono trasmessi solo nel 1992 su Italia 7.